# Richard Waegeneer
Richard Waegeneer est un peintre, dessinateur et aquarelliste belge autodidacte né à Etterbeek en 1931.

## Biographie
Après des études à l’Ecole royale militaire, il entre au service météo de la force aérienne qu’il commande de 1967 à 1975 et poursuit sa carrière en Allemagne comme officier d’État Major auprès de l’Otan.
En 1959 Richard Waegeneer participe à une mission scientifique en Antarctique.
En 1986 il quitte l’Allemagne, s’installe dans le namurois à Bovesse où il s’adonne pleinement à sa passion, la peinture qu’il pratique sans discontinuer depuis 1975.
Il crée son propre atelier de peinture où il enseigne le dessin et les techniques de la peinture à l’huile et de l’aquarelle. Il organise aussi régulièrement des expositions de travaux d’élèves dans les environs de Gembloux.
Le tableau Furnes et la montgolfière sera la source d'inspiration du premier roman du même nom de l’écrivain et poète belge Thierry Pierre. Ce roman lui valut le Prix Hubert Krains en 1990,
Selon le magazine Arts Antiques Auctions, l'artiste crée une œuvre toute intérieure, faite d’ombre et de lumière où aucun bruit ne vient déranger le silence qui l’habite.

## Principales expositions personnelles
- Le Leader's Club, Namur, du 8 au 31 mai 1987.
- L'Angle Aigu, Bruxelles, du 18 février au 8 mars 1988.
- Galerie Defurnaux, Namur, du 7 au 30 octobre 1988.
- le Roc d'Art, Balâtre (Namur), du 13 au 28 février 1993.
- Centre Rops, Bruxelles, du 11 au 30 mai 1999.

## Expositions collectives
- Salon : Les Arts en Europe sous la Haute Protection de S.M. La reine Marie-José de Belgique, Fondation Deglumes, Bruxelles, 1981, 1982 et 1984[11].
- 9e Salon International de l'Art Libr'art, Halle aux Foires, Libramont, du 21 au 29 septembre 1996.
- Salon de l'Aquarelle de Belgique, Namur, 1997, 1999 et 2001.
- Le Salon, Espace Auteuil, Paris, France, du 2 au 11 novembre 2001 – œuvre exposée « L’évasion » huile sur toile - 130 x 80 cm[12].
- Salle Nosse Maujone, Meux, 19 et 20 mars 2008, en compagnie des élèves de son atelier.

## Sources
- Dictionnaire biographique illustré des artistes en Belgique depuis 1830 (Edit. Arto).
- Dictionnaire des artistes et plasticiens de Belgique des XIXe et XXe siècles, Paul Piron, Lasnes, Éditions Arts in Belgium, vol. 3 -, p. 801.
- De Belgische Beeldende Kunstenaars uit de 19e en 20e eeuw, Art in Belgium
- Veurne, uitgelezen stad[13] – in de voetsporen van 25 befaamde schrijvers – Patrick Vanleene, p. 167 Dépôt légal D/1993/6526/2  (ISBN 978-90-5508-007-6).